# George de Bothezat
George de Bothezat, né Gheorghe Botezatu (en russe Георгий Александрович Ботезат) le 7 juin 1882 à Saint-Pétersbourg, et mort le 1er février 1940 à Boston, Massachusetts, aux États-Unis, est un ingénieur roumano-américain et russo-américain, homme d'affaires et pionnier de l'hélicoptère.

## Biographie
Gheorghe Botezatu est né en 1882 d'une famille de boyards moldaves de Bessarabie (alors dans l'Empire russe). Après avoir suivi des études en Roumanie, en Belgique, en Allemagne aux universités de Göttingen et de Berlin, à Paris, et enfin à l'université polytechnique de Saint-Pétersbourg dans l'Empire russe, Gheorghe Botezatu part pour les États-Unis en mai 1918 pour échapper à la terreur rouge issue de la révolution russe. À cette occasion, il change son nom en « George de Bothezat ». Il est immédiatement engagé, en juin, par le National Advisory Committee for Aeronautics.
En janvier 1921, l'US Army Air Service passe un contrat avec lui pour développer un appareil à décollage vertical : il sera le premier à faire voler un appareil quadrirotor. Il réussit son premier vol en octobre 1922 et réalise un vol de 1 min 42 s à 1,8 m du sol le 18 décembre 1922. Le 19 janvier 1923, l'appareil emporte deux personnes à 1,2 m du sol. De nombreux vols furent effectués en 1923 mais l'appareil ne s'élèvera pas au-dessus de cinq mètres et l'armée mettra fin au contrat.
Il est mort au New England Baptist Hospital de Boston en 1940 à la suite d'une maladie cardiaque : il avait 57 ans.

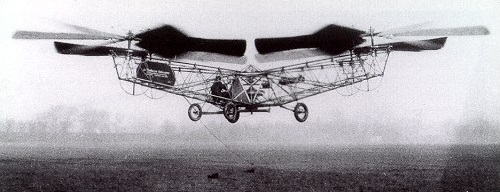
L'hélicoptère quadrirotor de de Bothezat, 1923.